# 稀有鮈鲫
稀有鮈鲫（学名：Gobiocypris rarus）为輻鰭魚綱鯉形目鲤科鮈鲫屬的鱼类，俗名金白娘。在中国，分布于四川汉源九襄区境内的流沙河等，體長可達5.9公分，常生活于泥沙底质和水流畅通的稻田以及排灌渠沟及池塘等小水体中。该物种的模式产地在四川汉源。